# Iglesia do Bom Jesús de Matosinhos

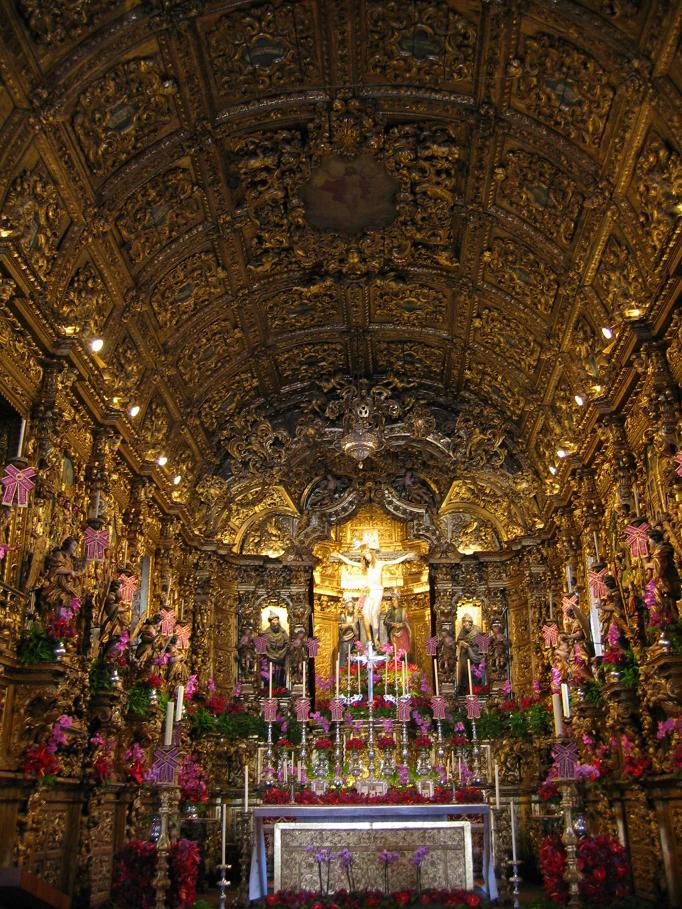
Interior de la iglesia, Altar Mayor

La iglesia do Bom Jesús de Matosinhos es una notable e importante edificación religiosa en la localidad portuguesa de Matosinhos de trazo renacentista. 
En el siglo XVI se inició la construcción de la iglesia que ha sido objeto de innumerables alteraciones hasta la actualidad. Se destacan, las intervenciones del siglo XVIII de Luís Pereira da Costa famoso entallador (ebanista) a quien se deben las obras de remodelación y añadido de la Capilla mayor y las del arquitecto Nicolau Nasoni para la restauración total de la iglesia. 

## Exterior
La notable combinación de volúmenes, estructuras y detalles compositivos resaltan el aspecto escenográfico de la fachada principal , diseñada para resaltar la horizontalidad de la construcción y las características barrocas al gusto del italiano Nasoni.
Son de admiración las dos torres de campanario, el frontón quebrado, la puerta principal decorada con medallón, en el que se inserta una concha de vieira y los dos nichos laterales que contienen las estatuas de San Pedro y San Paulo .

## Interior
En el espacio interior , dividido en tres naves, se destaca el imponente altar mayor de talla dorada, que integra en la parte central un nicho con la imagen de Cristo crucificado , atribuida a los siglos XII y XIII. Se trata de una escultura en madera hueca con aproximadamente dos metros de altura extremadamente curiosa , dada la asimetría simbólica al mirar, ya que el ojo izquierdo se dirige para el cielo y el derecho para la Tierra, en una clara simbiosis entre el Dios y el Hombre.